# Arctornis micacea
Arctornis micacea är en fjärilsart som beskrevs av Walker 1862. Arctornis micacea ingår i släktet Arctornis och familjen tofsspinnare. Inga underarter finns listade i Catalogue of Life.